# Sulfură de cadmiu
Sulfura de cadmiu este un compus anorganic, sulfura cadmiului, cu formula chimică CdS. Este un compus solid de culoare galbenă. Este răspândită în natură sub forma a două structuri cristaline diferite, sub forma mineralelor rare greenockit și hawleyit, dar este întâlnită adesea ca și impuritate în minereurile de zinc: sfalerit și wurtzit, care sunt principalele surse economice majore de cadmiu. Este principala sursă de cadmiu care are aplicații la nivel industrial, întrucât este folosit ca și pigment („galben de cadmiu”).

## Obținere
Sulfura de cadmiu poate fi preparată prin reacția sărurilor solubile de cadmiu divalent cu hidrogen sulfurat sau cu alte sulfuri solubile (precum sulfura de sodiu). Această reacție este folosită în analiza chimică, când prin precipitarea sulfurii de cadmiu galbenă se pune în evidență ionul de cadmiu divalent:
{\displaystyle {\ce {{CdCl2}+ {H2S}-> {CdS}+ {2HCl}}}}

## Proprietăți chimice
Sulfura de cadmiu este solubilă în acizi, cu care reacționează. Prin reacția cu acid clorhidric se obține clorura de cadmiu, aceasta fiind o posibilă metodă de extracție a pigmentului:
{\displaystyle {\ce {{CdS}+ {2 HCl}-> {CdCl2}+ {H2S}}}}